# Eric Naposki
Eric Naposki (Estados Unidos, 6 de abril de 1999) es un jugador profesional estadounidense de rugby que se desempeña en la posición de wing derecho en Miami Sharks, equipo perteneciente a la liga Major League Rugby.

## Carrera
En 2021, Naposki se unió al equipo Dallas Jackals (2021-2023), después pasó a Miami Sharks, disputando su tercera temporada en la Major League Rugby. También fue parte de la segunda selección de rugby estadounidense, USA Select XV.